# Мурн, Йосип

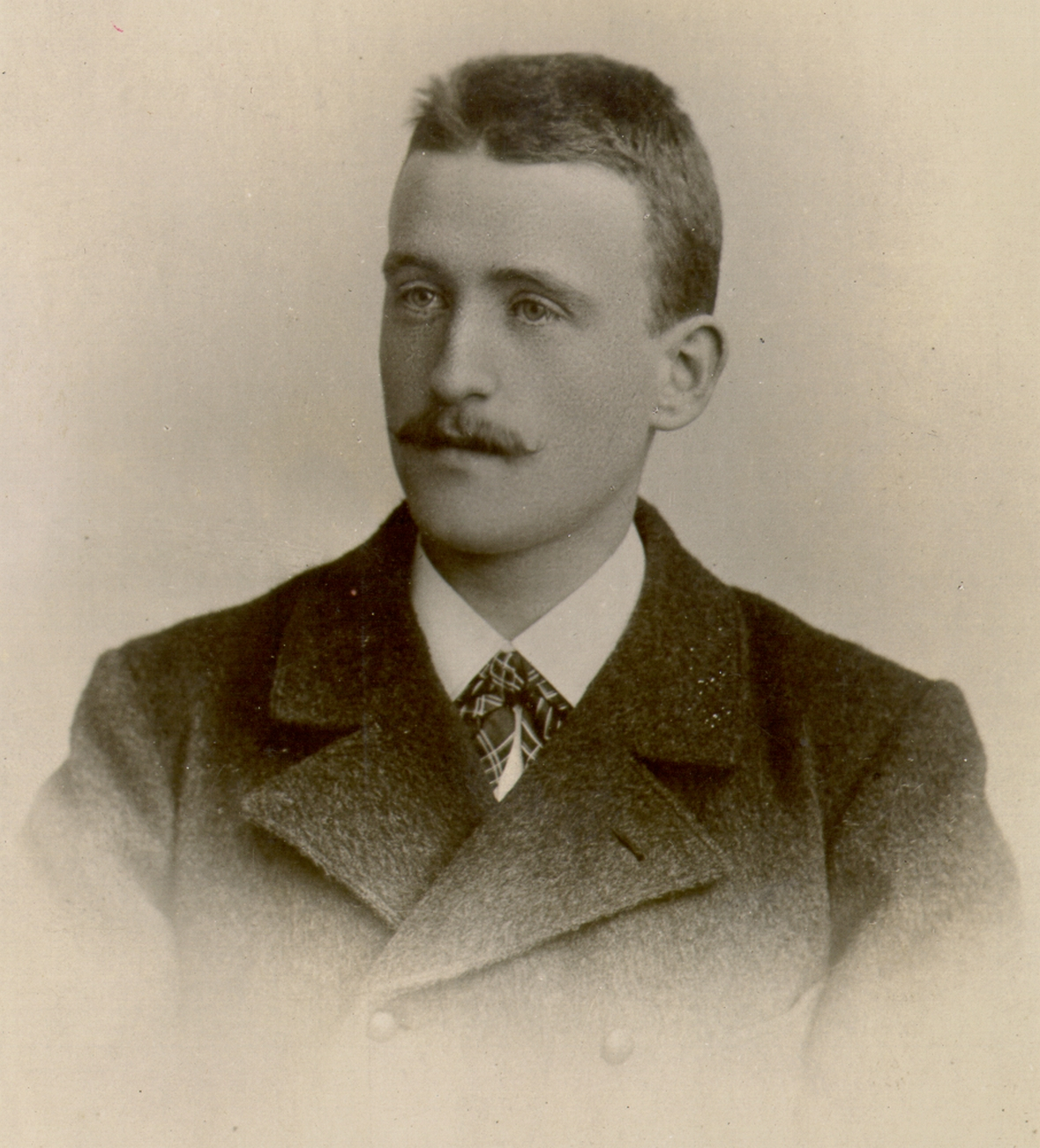
Йосип Мурн

Йосип Мурн, псевдоним — Александров (словен. Josip Murn – Aleksandrov, 4 марта 1879, Лайбах, Герцогство Крайна — 18 июня 1901, Лайбах, Герцогство Крайна) — словенский поэт, представитель модернизма.

## Биография
Внебрачный ребёнок бедной служанки. Мать оставила его на воспитание родственникам, сама переехав в Триест. Мальчик рос замкнутым. Рано начал писать стихи, дебютировал в прессе еще гимназистом (1896). В гимназии познакомился с Иваном Цанкаром, Отоном Жупанчичем, Драготином Кетте. Высокое покровительство позволило ему отправиться на учебу в Вену (1898—1899). Там Мурн испытал сильное влияние искусства Сецессиона, поэзии конца века. По возвращении проехал по словенским провинциям, увлекся фольклором Верхней Крайны, народным искусством других стран (Словакия, Шотландия, Ирландия, Латвия). Переводил песенную лирику Гёте, Мицкевича. Путешествовал также по Австрийскому Приморью, навестил мать в Триесте. В Любляне снимал маленькую комнату на бывшей сахарной фабрике над Любляницей, где в 1899 скончался его друг, поэт Драготин Кетте и где вскоре умер он сам, тоже от туберкулёза.

## Творчество и признание
При жизни поэзия Мурна и его друзей-соратников воспринималась современной ему консервативной литературной критикой как декадентская, анемичная, лишенная жизненных корней и т. п. Лишь после выхода его посмертного избранного Песни и романсы в 1903 к поэту пришла известность, а к концу 1900-х годов и слава; во многом этому способствовал уже признанный к тому времени поэт Отон Жупанчич, друг Мурна. Лирика Мурна повлияла на творчество Сречко Косовела, Алоиза Градника, Франце Балантича, Эдварда Коцбека, Мирана Ярца, Дане Зайца, Йоже Сноя, Нико Графенауэра и других крупных поэтов словенского языка. Несколько его стихотворений положил на музыку Беньямин Ипавец.